# Jacques Drucker
Pour les articles homonymes, voir Drucker.
Jacques Drucker, né en 1946 à Mesnil-Clinchamps (Calvados) est un médecin et chercheur français.

## Famille
De confession juive, les parents de Jacques Drucker arrivent en France en 1925 et sont naturalisés en 1937. Son père, Abraham Drucker, médecin, est né à Davideni (ro), alors en Bucovine, province périphérique d'Autriche-Hongrie, et sa mère, Lola Schafler, à Vienne, en Autriche.
Jacques Drucker est le frère cadet de Jean et de Michel, le père de Léa et l'oncle de Marie Drucker.

## Formation
Jacques Drucker fait ses études de médecine en France puis obtient un master of sciences en épidémiologie à la Harvard School of Public Health (1981). Il est certifié en pédiatrie et en santé publique.

## Carrière
Les activités de Jacques Drucker sont tournées vers la médecine clinique, l'enseignement et la recherche. Il a été professeur de santé publique à l'Université de Tours de 1988 à 1998. Il était praticien au Centre hospitalier universitaire de Tours.
Ses recherches portent sur la vaccinologie et les maladies infectieuses infantiles.
Il est invité par la FDA en 1977 pour travailler sur l'hépatite virale au Bureau des produits biologiques de Bethesda. Il participe également à des programmes de vaccination dans les pays en développement (Afrique et Inde) en tant que directeur scientifique de la Fondation Mérieux et en collaboration avec l'OMS (Programme élargi de vaccination).
En 1992, le ministre français de la Santé lui demande de créer et d'animer le RNSP (Réseau national de Santé publique) débouchant en 1998 sur la fondation d'un Institut de veille sanitaire, dont il est directeur général jusqu'en 2002. Il est ensuite conseiller chargé de la santé à l'ambassade de France à Washington.

## Œuvres
Jacques Drucker a contribué à plus de 150 articles et chapitres de livres scientifiques.
Livre destiné au grand public
- Les Détectives de la santé : virus, bactéries, toxiques : enquêtes sur les nouveaux risques, Paris, NiL Éditions, 2002, 220 p.  (ISBN 2-84111-231-4).

Articles accessibles en ligne
- « Le débat sur la santé dans la campagne présidentielle américaine », Les Tribunes de la santé, 2/2008, no 19, p. 21-27.